# أبوسوم فيرجينيا
أبوسوم فيرجينيا (الأسم العلمي:Didelphis virginiana)، هو نوع من الأبوسوم يتواجد في أمريكا الشمالية شمال المكسيك.